# SZTE Mezőgazdasági Kar
A Szegedi Tudományegyetem Mezőgazdasági Kar (rövid neve: SZTE MGK) Hódmezővásárhelyen található. A karon az elméleti ismeretek a saját tangazdaságban megszerezhető gyakorlati tapasztalatokkal egészülnek ki.

## Története
Hódmezővásárhelyen az agrár-szakképzés több mint százesztendős múltra vezethető vissza: 1896-ban alapították meg a Magyar Királyi Földműves Iskolát. A növendékek oktatóik felügyelete alatt csoportokban végezték a gazdasági munkát: szántottak, kézzel és vetőgépekkel vetettek, állatokat is neveltek. Az intézet szervezeti felépítése, működése és tangazdaságának területe 1896 és 1948 között változatlanul megmaradt. Az intézet az 1950-es években a helybeli Mezőgazdasági Technikum irányítása alá került. Ebből az intézményből jött létre 1961. február 1-jén a Felsőfokú Mezőgazdasági Technikum, amely 1972. augusztus 1-jétől, mint a szegedi Élelmiszeripari Főiskola Állattenyésztési Kara működött. Ez a kar 1986-tól a Debreceni Agrártudományi Egyetemhez került, mint Állattenyésztési Főiskolai Kar. A magyar felsőoktatás integrációs folyamatának eredményeképpen 2000. január elsejétől a Szegedi Tudományegyetem karaként működik tovább.

## Képzési területek
- mezőgazdasági mérnöki
- vadgazda mérnöki

#### Felsőfokú szakképzések
- baromfitenyésztő és baromfitermék - előállító technológus
- gyógynövény- és fűszernövénytermesztő és -feldolgozó
- ménesgazda
- ökológiai gazdálkodó
- sertéstenyésztő és sertéstermék - előállító technológus
- vadgazdálkodási technológus

## Publikációk
- Agrár- és Vidékfejlesztési Szemle: a Szegedi Tudományegyetem Mezőgazdasági Kar tudományos folyóirata (2006–2011)
- Review in Agriculture and Rural Development (2012–)